# Vulpes qiuzhudingi
Vulpes qiuzhudingi ist eine ausgestorbene Art der Echten Füchse.  Sie lebte vor rund 5 bis 3,6 Millionen Jahren im frühen Pliozän auf dem Hochland von Tibet und glich in ihren Merkmalen dem heute lebenden Polarfuchs (Vulpes lagopus). 
Die Überreste von Vulpes qiuzhudingi umfassen einige wenige Kieferfragmente, die im Zandabecken und im zentralen Kunlun im Kunlun-Pass-Becken gefunden wurden. Auf der Basis der Fossilien dieser Art sowie einiger anderer Säugetierfossilien aus dem tibetanischen Hochplateau bekräftigte das Forschungsteam um den Wirbeltierbiologen Wang ihre „Out-of-Tibet“-Hypothese, nach der sich an extreme Kälte angepasste Tierarten bereits vor der Eiszeit im tibetischen Hochgebirge entwickelt und dann über die arktischen Regionen der Nordhalbkugel ausgebreitet haben.

## Merkmale
Vulpes qiuzhudingi hatte wahrscheinlich die Größe eines großen männlichen Rotfuchses und war damit um etwa 20 % größer als der heute lebende Polarfuchs. Wie der Polarfuchs besaß Vulpes qiuzhudingi ein auf einen hohen Fleischanteil angepasstes Gebiss (hypercarnivor). Die Größenrekonstruktion wurde allein auf den vorhandenen Gebissteilen rekonstruiert, weitere Merkmale sind unbekannt.
Die Beschreibung erfolgte anhand von wenigen Teilen aus dem Gebiss verschiedener Vertreter der Art. Der Holotypus IVPP V18923 ist ein fast vollständiger linker Unterkieferknochen mit einzelnen Zähnen und Zahnhöhlen. Der Eckzahn, der zweite Prämolar sowie der erste Molar sind erhalten, Alveolen existieren vom ersten sowie dem dritten und vierten Prämolaren und dem zweiten Molaren. Hinzu kommen ein Fragment des rechten Unterkieferastes mit einigen abgebrochenen Zähnen vom Eckzahn bis zum vierten Prämolaren (Fossil IVPP V18924) sowie um einen einzelnen zweiten Molar (Fossil IVPP V19060). Von heutigen Füchsen lassen sich die bekannten Fossilien anhand von Details der Bezahnung unterscheiden. Typisch sind die beiden Molaren m1 und m2 mit scharfen Taloniden, die von hohen Hyperconiden dominiert sind und einen reduzierten oder keinen Entoconiden aufweisen. Der Molar m3 fehlt.

## Fundorte und zeitliche Einordnung

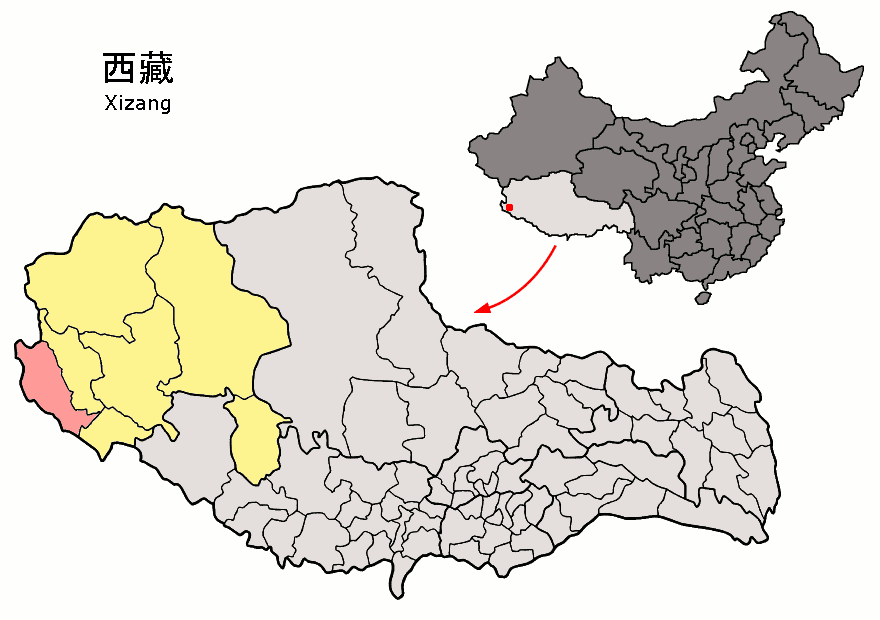
Lage des Kreises Zanda (rosa) im Regierungsbezirk Ngari (gelb), Fundstelle vom Holotypus V18923 und dem Fossil V18924

Das verfügbare Fossilmaterial wird auf ein Alter von 3,6 bis 5 Millionen Jahren geschätzt. Die Fossilien zur Erstbeschreibung stammen aus dem Zandabecken sowie dem Kunlun-Pass-Becken im Hochland von Tibet. Die Fundstelle des Holotypus V18923 befindet sich im Zandabecken am Nordrand des Himalaya im Kreis Zanda, Bezirk Ngari, und damit im äußersten Westen des Autonomen Gebiets Tibet in der Volksrepublik China. Sie liegt in einer Höhe von 4114 Metern und wird als IVPP ZD1001 bezeichnet, die Formation als Zanda-Formation. Auch das Fossil V18924 stammt aus dem Zandabecken, allerdings aus einer anderen Fundstelle (IVPP ZD1055). Das dritte beschriebene Fossil IVPP V19060, der Einzelzahn, stammt dagegen von der IVPP-Fundstelle KL0605 aus dem Kunlun-Pass-Becken im zentralen Kunlun-Gebirge.
Das Zandabecken stellt aufgrund der zahlreichen Funde von Wirbeltierfossilien, vor allem Fische und Säugetiere, eine wichtige Fossillagerstätte des späten Miozän bis zum frühen Pleistozän dar. Aufgrund der Lage kann aufgrund der Fossilgeschichte die Fauna des Gebietes während der Zeit des Pliozän rekonstruiert und interpretiert werden. In der dokumentierten Zeitspanne erfolgte die Austrocknung des Hochland von Tibet, das im Zuge der Gebirgsentstehung des Himalaya im frühen Miozän entstand, sowie die nahezu vollständige Vergletscherung des Hochlandes zum Beginn der pleistozänen Eiszeit und die damit verbundene Zunahme der Monsun-Aktivitäten in Indien und Ostasien.

## Lebensweise und Paläoökologie
Vulpes qiuzhudingi entsprach in seiner Lebensweise wahrscheinlich dem rezenten Polarfuchs. Er war ein Prädator und lebte wahrscheinlich zu einem großen Anteil seiner Nahrung von Fleisch (hypercarnivor).
Wie der Polarfuchs sowie der heute in Tibet lebende Tibetfuchs (V. ferrilata) war Vulpes qiuzhudingi an die Lebensweise im kalten Klima des Himalaya angepasst. Zu diesen Anpassungen gehören bei diesen Arten vor allem der kompakte Körperbau mit kurzen Ohren und kurzen Beinen sowie das lange Fell mit einer dichten Unterwolle, die beim Polarfuchs im Winter bis zu 70 % des Pelzes ausmacht. Hinzu kommen physiologische Anpassungen wie ein reduzierter Stoffwechsel im Winter und eine Thermoregulation über die Füße, die sich durch ein feines Kapillarnetz in den Zehenballen auszeichnet.

## „Out-of-Tibet“-Hypothese
Bereits im Jahr 2011 entwickelte das Forschungsteam von der Chinesischen Akademie der Wissenschaften um Wang vom Natural History Museum of Los Angeles County in Kalifornien eine Hypothese, nach der sich an extreme Kälte angepasste Tierarten bereits vor der Eiszeit im tibetischen Hochgebirge entwickelt und dann über die arktischen Regionen der Nordhalbkugel ausgebreitet haben. Die Grundlage für diese als „Out-of-Tibet“-Hypothese benannte Annahme bildeten Fossilien des Nashorns Coelodonta thibetana, die ebenfalls auf dem tibetischen Hochplateau gefunden wurden. Dabei handelte es sich um einen Vorgänger des Wollnashorns, das in den eiszeitlichen Kältesteppen zwischen Westeuropa und Ostasien während des Mittel- und Jungpleistozäns weit verbreitet war. Untermauert wurde die These durch die Erstbeschreibung des Vulpes qiuzhudingi sowie unter anderem durch Fossilien des Palaeopanthera blytheae, einer frühen Großkatzenart, sowie durch die ältesten Fossilien der Gattung Sinicuon, einem nahen Verwandten des Rothundes.

## Taxonomie

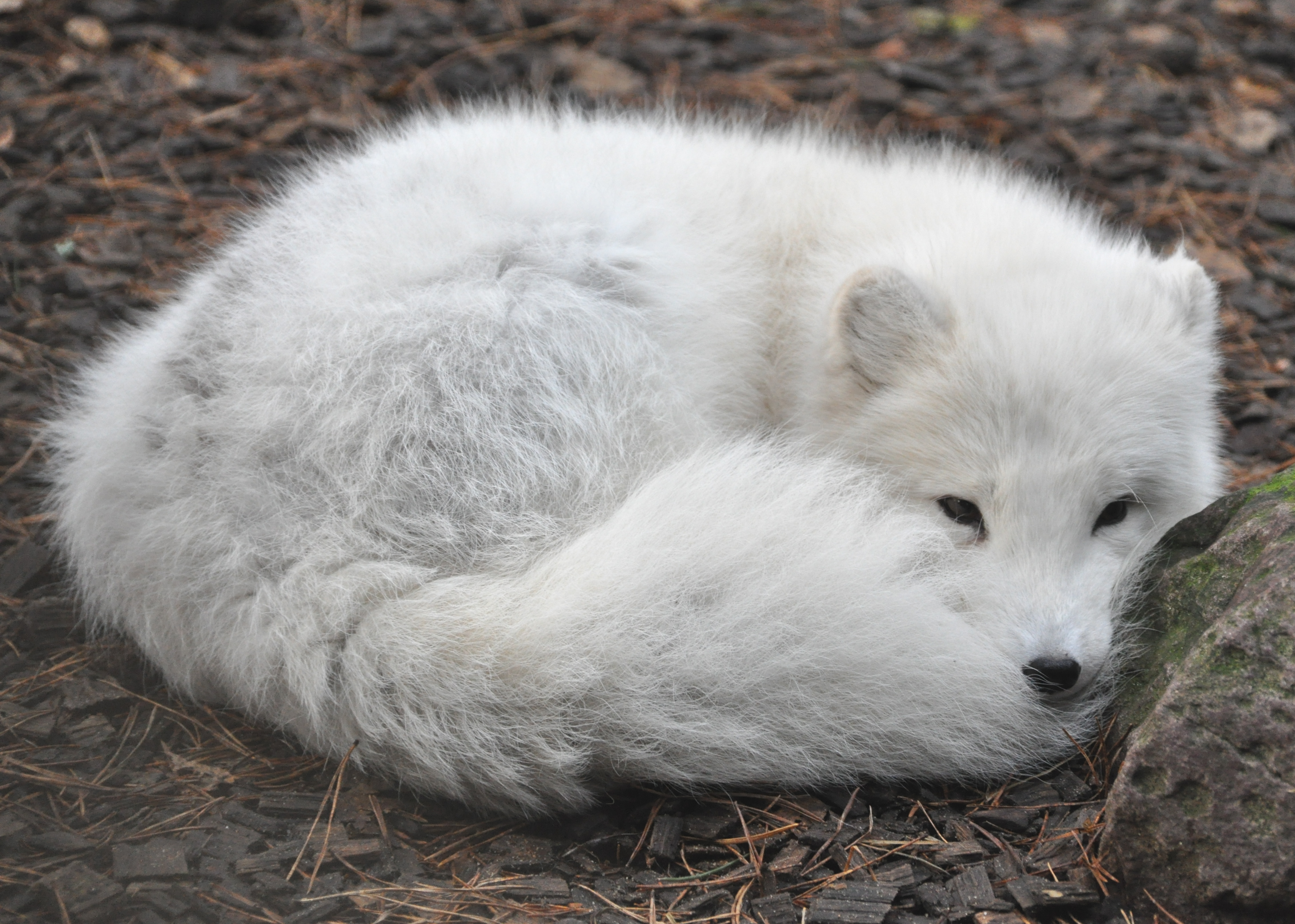
Der Polarfuchs ist rezent der nächste Verwandte von Vulpes qiuzhudingi.

Vulpes qiuzhudingi wird von den Erstbeschreibern aufgrund der Zahnmorphologie und der Anpassung an die hypercarnivore Ernährung und an kalte Klimate als fossiler Verwandter des Polarfuchses angesehen.
Eine konvergente Anpassung an kalte Hochlandklimate fand beim Tibetfuchs statt, der als Schwesterart des Steppenfuchses (V. corsac) betrachtet wird. Dieser entwickelte sich entsprechend ebenfalls im tibetanischen Hochland als parallele Linie.

## Namensgebung
Vulpes qiuzhudingi wurde nach dem chinesischen Paläontologen Qiu Zhuding von der Chinesischen Akademie der Wissenschaften benannt.

## Belege
1. 1 2 3 4 5 6 7  Xiaoming Wang, Zhijie Jack Tseng, Qiang Li, Gary T. Takeuchi, Guangpu Xie: From ‘third pole’ to north pole: a Himalayan origin for the arctic fox. In: Proceedings of the Royal Society B. 281. Jahrgang, Nr. 1787. Royal Society, 11. Juni 2014, doi:10.1098/rspb.2014.0893 (royalsocietypublishing.org [abgerufen am 8. Juli 2014]).
2. 1 2  Z. Jack Tseng, Xiaoming Wang, Graham J. Slater, Gary T. Takeuchi, Qiang Li, Juan Liu, Guangpu Xie: Himalayan fossils of the oldest known pantherine establish ancient origin of big cats. Proceedings of the Royal Society B - Biological Sciencesvol. 281 no. 1774 20132686, November 2013. doi:10.1098/rspb.2013.2686
3. ↑   Xiaoming Wang, Qiang Li, Guangpu Xie, Joel E. Saylor, Zhijie J. Tseng, Gary T. Takeuchi, Tao Deng, Yang Wang, Sukuan Hou, Juan Liu, Chunfu Zhang, Ning Wang, Feixiang Wu: Mio-Pleistocene Zanda Basin biostratigraphy and geochronology, pre-Ice Age fauna, and mammalian evolution in western Himalaya. Palaeogeography, Palaeoclimatology, Palaeoecology 374, 2013; S. 81–95. doi:10.1016/j.palaeo.2013.01.007
4. ↑  Tao Deng, Xiaoming Wang, Mikael Fortelius, Qiang Li, Yang Wang, Zhijie J. Tseng, Gary T. Takeuchi, Joel E. Saylor, Laura K. Säilä, Guangpu Xie: Out of Tibet: Pliocene Woolly Rhino Suggests High-Plateau Origin of Ice Age Megaherbivores. In: Science 333, September 2011, S. 1285–1288. doi:10.1126/science.1206594
5. ↑  Xiaoming Wang, Qiang Li, Guangpu Xie: Earliest record of Sinicuon in Zanda Basin, southern Tibet and implications for hypercarnivores in cold environments. Quaternary International, in Press 2014 (online verfügbar seit März 2014). doi:10.1016/j.quaint.2014.03.028